# Everything's Eventual
Everything's Eventual este o colecție de 14 povestiri de ficțiune scurtă de  Stephen King. A fost publicată la  19 martie 2002 de către Scribner.  

## Lista povestirilor
| Titlu                                                 | Publicată inițial în                                                                       |
| ----------------------------------------------------- | ------------------------------------------------------------------------------------------ |
| "Autopsy Room Four"                                   | Six Stories (1997)                                                                         |
| "The Man in the Black Suit"                           | Numărul din 31 octombrie 1994 al revistei The New Yorker                                   |
| "All That You Love Will Be Carried Away"              | Numărul din 29 ianuarie 2001 al revistei The New Yorker                                    |
| "The Death of Jack Hamilton"                          | Numărul din 24/31 decembrie 2001 al revistei The New Yorker                                |
| "In the Deathroom"                                    | Blood and Smoke audiobook (1999)                                                           |
| "The Little Sisters of Eluria"                        | Legends (1998)                                                                             |
| "Everything's Eventual"                               | Numărul din octombrie/decembrie 1997 al revistei The Magazine of Fantasy & Science Fiction |
| "L. T.'s Theory of Pets"                              | Six Stories (1997)                                                                         |
| "The Road Virus Heads North"                          | 999 (1999)                                                                                 |
| "Lunch at the Gotham Café"                            | Dark Love (1995)                                                                           |
| "That Feeling, You Can Only Say What It Is in French" | Numărul din 22/29 iunie 1998 al revistei The New Yorker                                    |
| "1408"                                                | Blood and Smoke audiobook (1999)                                                           |
| "Riding the Bullet"                                   | Riding the Bullet e-book (2000)                                                            |
| "Luckey Quarter"                                      | Numărul din 30 iunie/2 iulie 1995 al revistei USA Weekend                                  |

"The Little Sisters of Eluria" este parte a seriei The Dark Tower.

## Adaptări
Două din povestiri au fost ecranizate iar alte povestiri sunt planificate pentru a  fi adaptate. Nuvela Riding the Bullet a fost adaptată ca un film direct-pe-video omonim lansat în 2004 și regizat de Mick Garris, cel care a mai realizat alte lucrări cinematografice și de televiziune pe baza scrierilor lui King, printre care și filmul 1408 (2007) cu John Cusack. "The Death of Jack Hamilton" a fost ecranizată prima oară ca un scurtmetraj parte a "Dollar Baby".